# Pulitzerpriset
Pulitzerpriset (engelskt uttal: [ˈpʊlɪtsər]) är den mest prestigefyllda nationella utmärkelsen i USA för prestationer inom tryckt journalistik, onlinejournalistik, litteratur, dramatik och musikalisk komposition. Det instiftades 1917 till minne av journalisten och tidningsmannen Joseph Pulitzer, som hade gjort sig förmögen som tidningsutgivare. Priset administreras av Columbia University.
Priset delas ut årligen i 22 olika kategorier, bland annat undersökande journalistik, kritik, historia och fotografi.  I tjugoen av kategorierna får varje vinnare ett certifikat och en kontantpris på 15 000 US$ (höjd från 10 000 US$ 2017). Vinnaren i kategorin public service tilldelas en guldmedalj.
Guldmedaljen (som är av förgyllt silver) utdelas enbart i en kategori (ung. "Journalistik till den allmänna nyttan") och kan endast tillfalla publikationer, ej privatpersoner.

## Kategorier (i urval)
- Internationell journalistik
- Kritik
- Poesi
- Drama
- Skönlitteratur
- Historia